# David di Donatello 2022
La 67a edició dels premis David di Donatello 2022 va tenir lloc als estudis Cinecittà de Roma, el 3 de maig de 2022.
L'esdeveniment va ser retransmès a Rai 1 i presentat pel presentador de televisió Carlo Conti, flanquejat per Drusilla Foer. Les nominacions es van anunciar el 4 d'abril de 2022. Les pel·lícules que van obtenir més nominacions van ser È stata la mano di Dio de Paolo Sorrentino i Freaks Out de Gabriele Mainetti, ambdues amb 16 nominacions, seguida de Qui rido io amb 14 nominacions i les obres Ariaferma i Diabolik amb 11 nominacions cadascuna.
Freaks Out del director Gabriele Mainetti va ser la pel·lícula que més va guanyar David (6), seguida de les pel·lícules È stata la mano di Dio (5), Ennio (3), Qui rido io i Ariaferma (2), Piccolo corpo, L'Arminuta, A Chiara, I fratelli De Filippo i Diabolik (1). La categoria de Millor pel·lícula estrangera fou guanyada per Belfast de Kenneth Branagh.
Durant la nit, Umberto Tozzi va pujar a l'escenari, actuant en un medley format per Ti amo, Stella stai i Gloria.

## Guanyadors

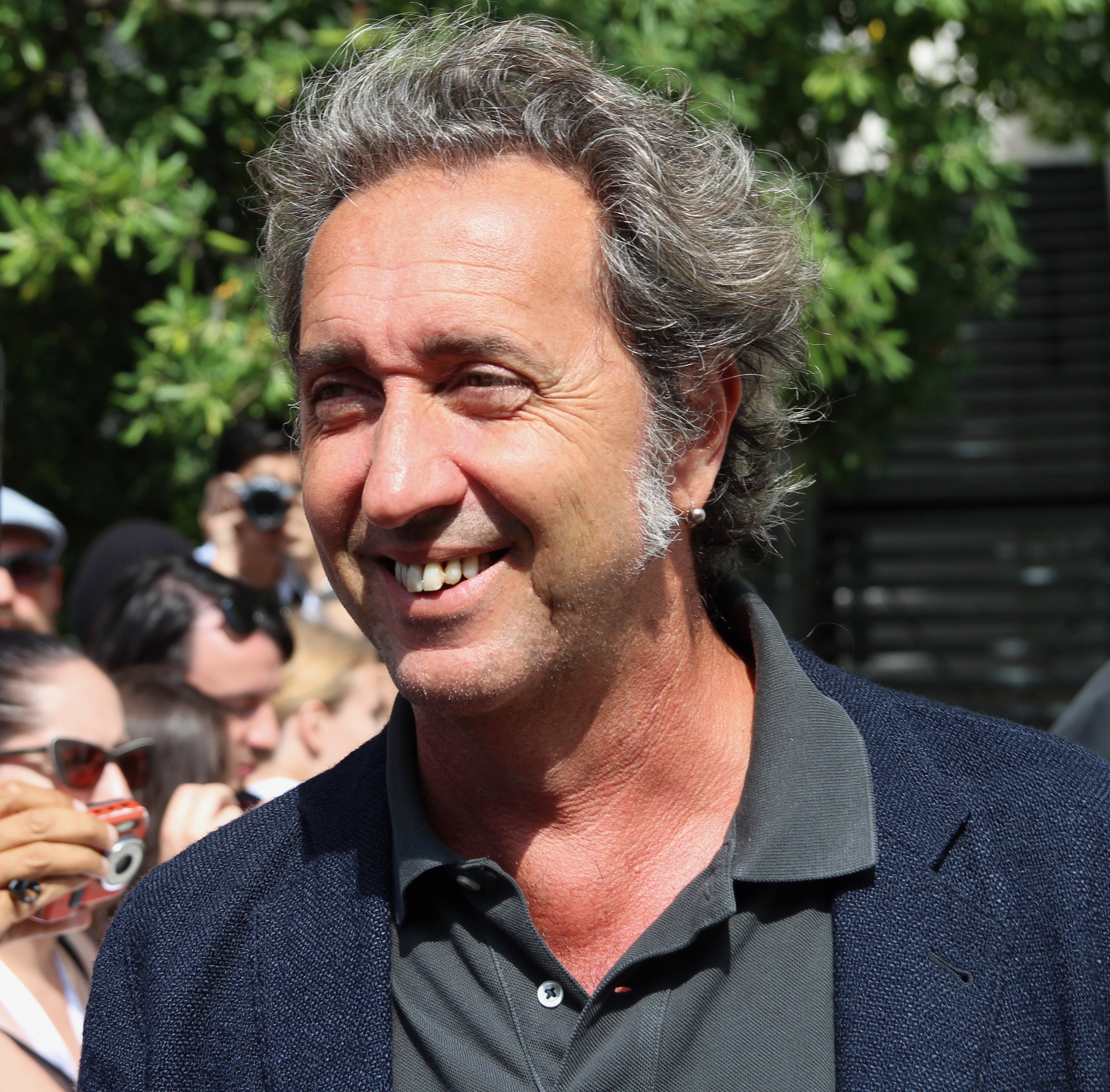
Paolo Sorrentino, millor pel·lícula i millor director

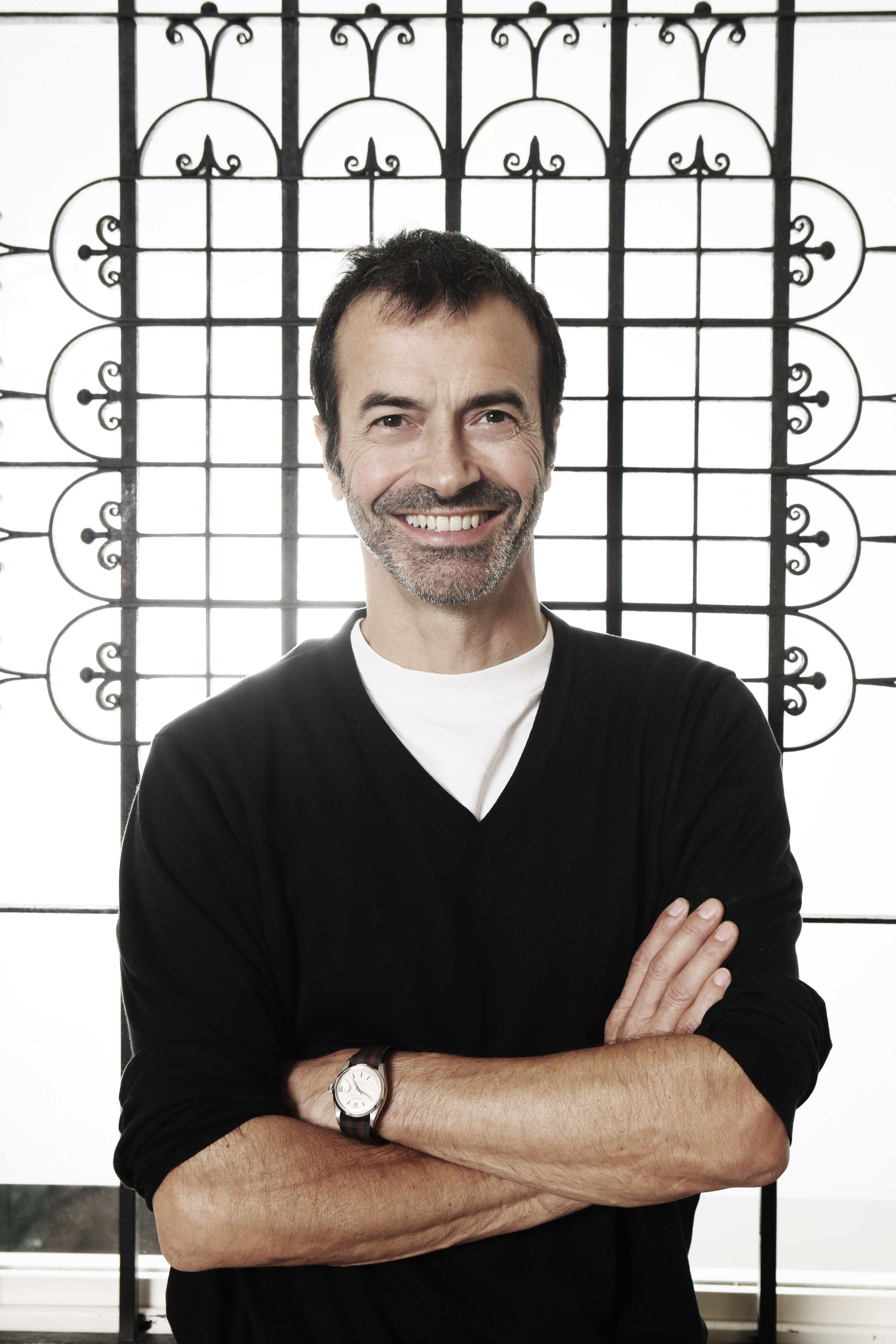
Andrea Occhipinti, millor productor

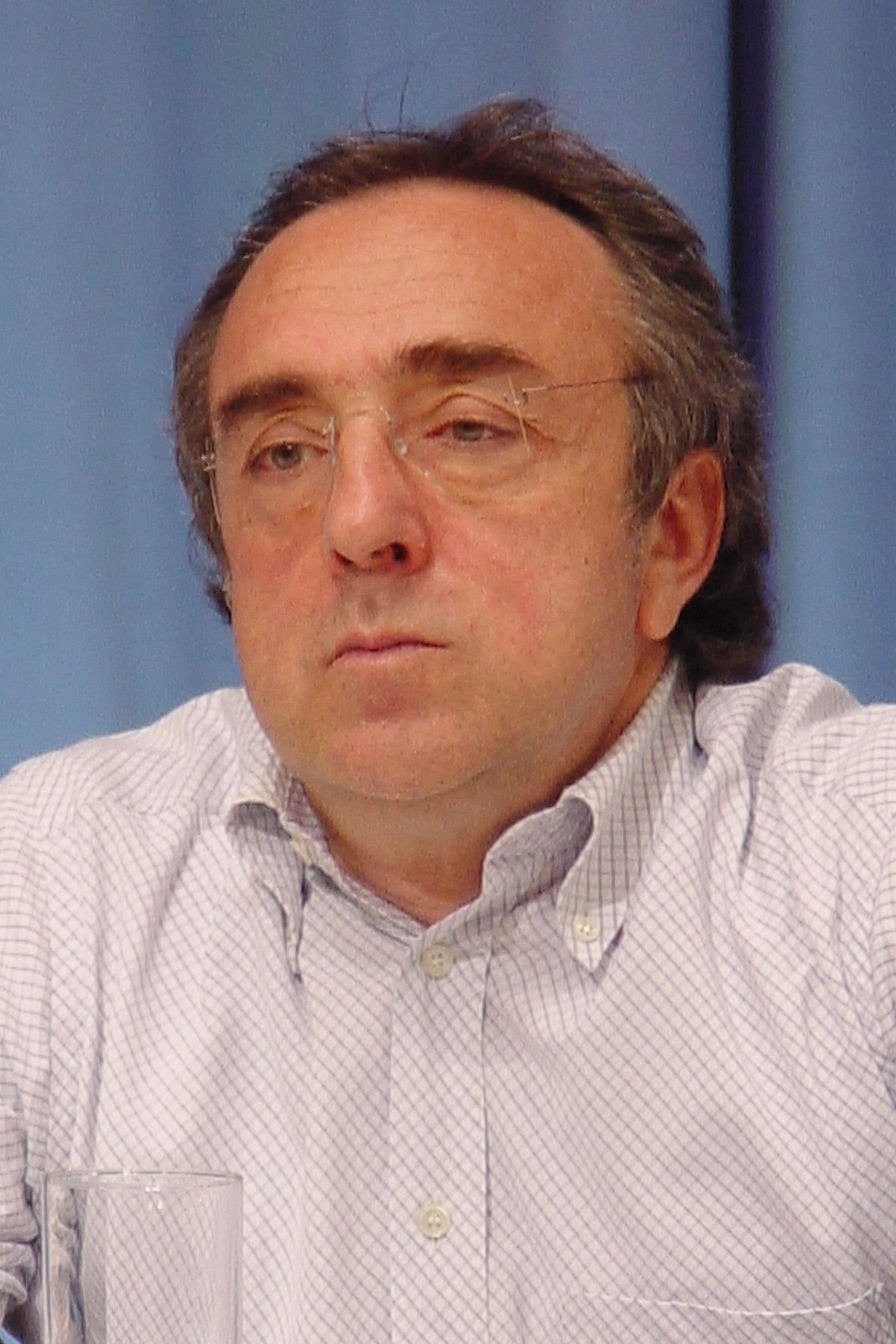
Silvio Orlando, millor actor

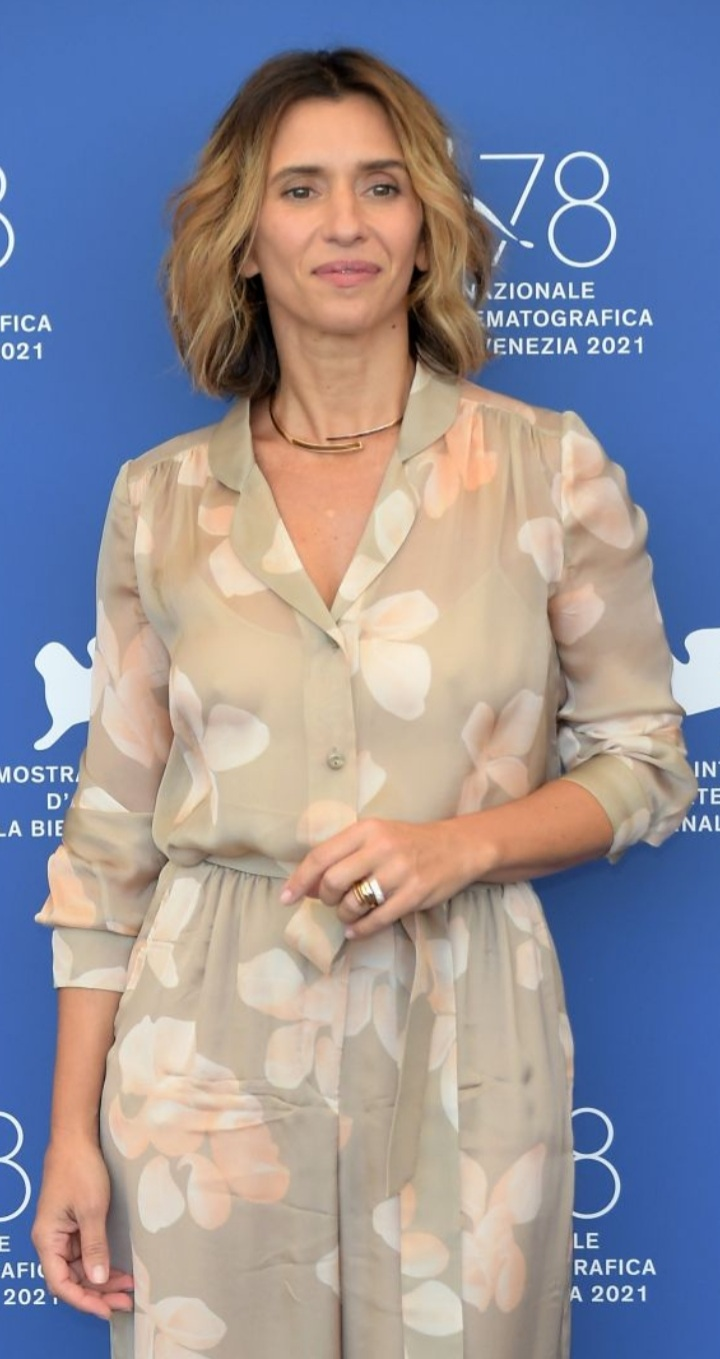
Teresa Saponangelo, millor actriu no protagonista

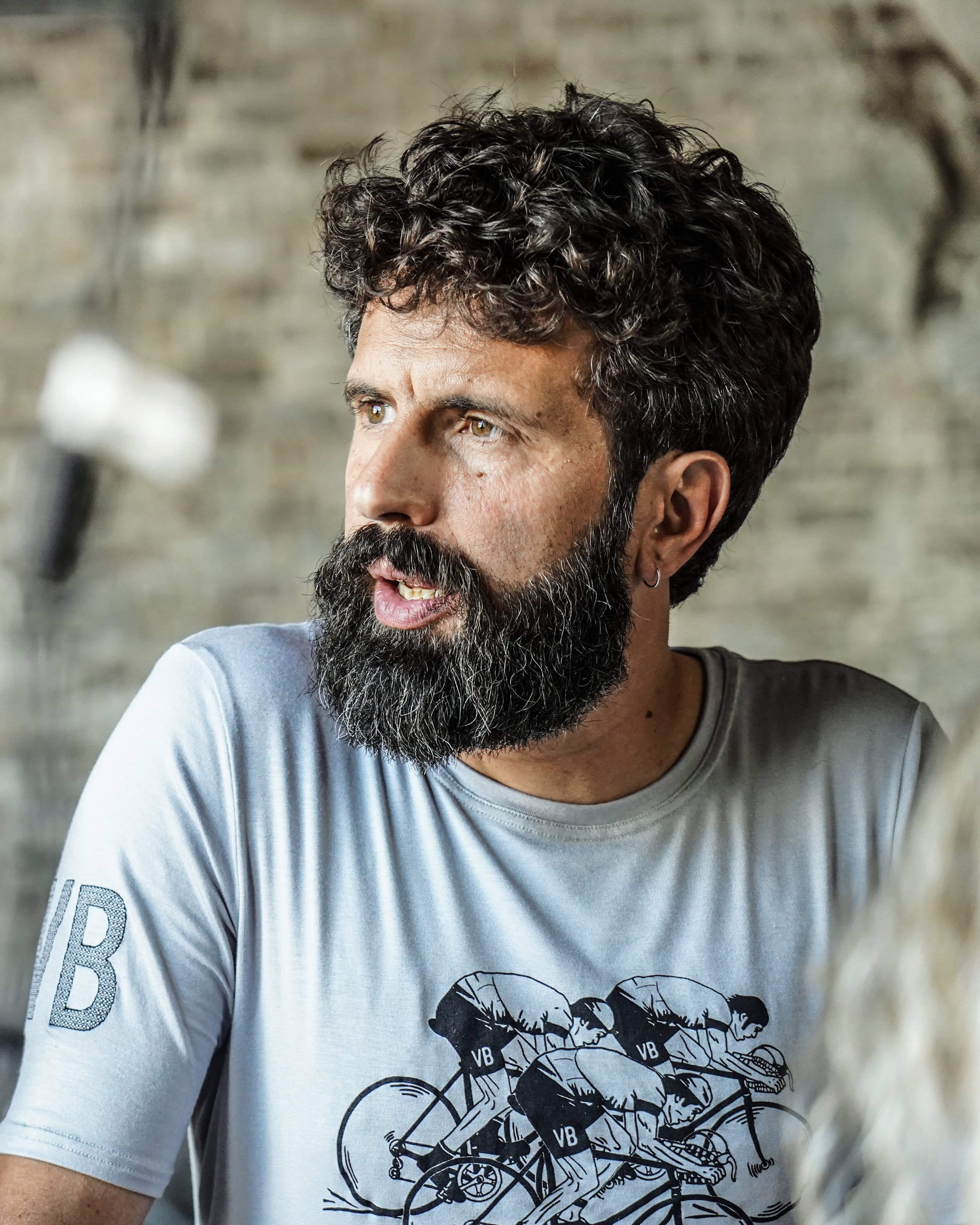
Michele D'Attanasio, millor fotografia

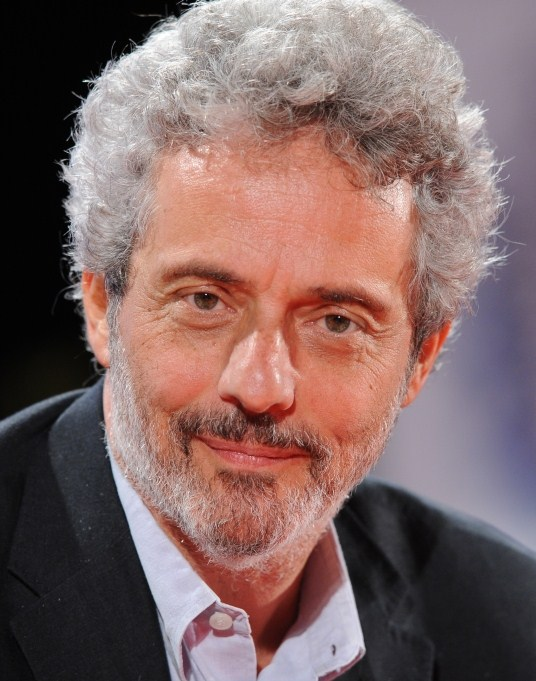
Nicola Piovani, millor banda sonora

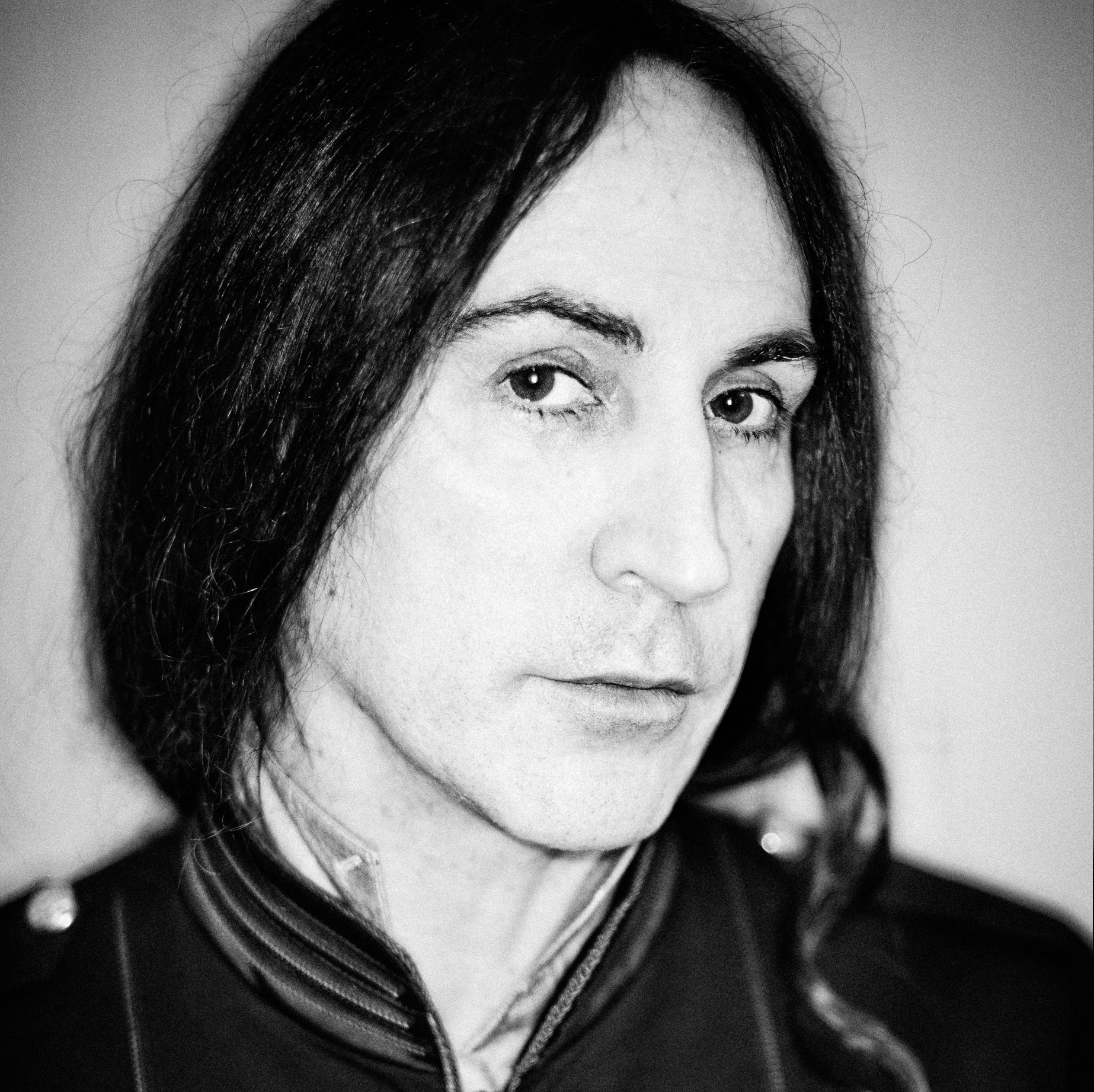
Manuel Agnelli, millor cançó

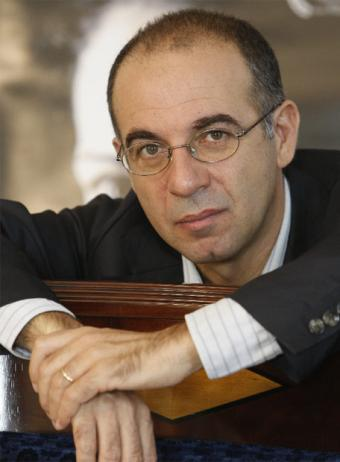
Giuseppe Tornatore, premi al millor documental

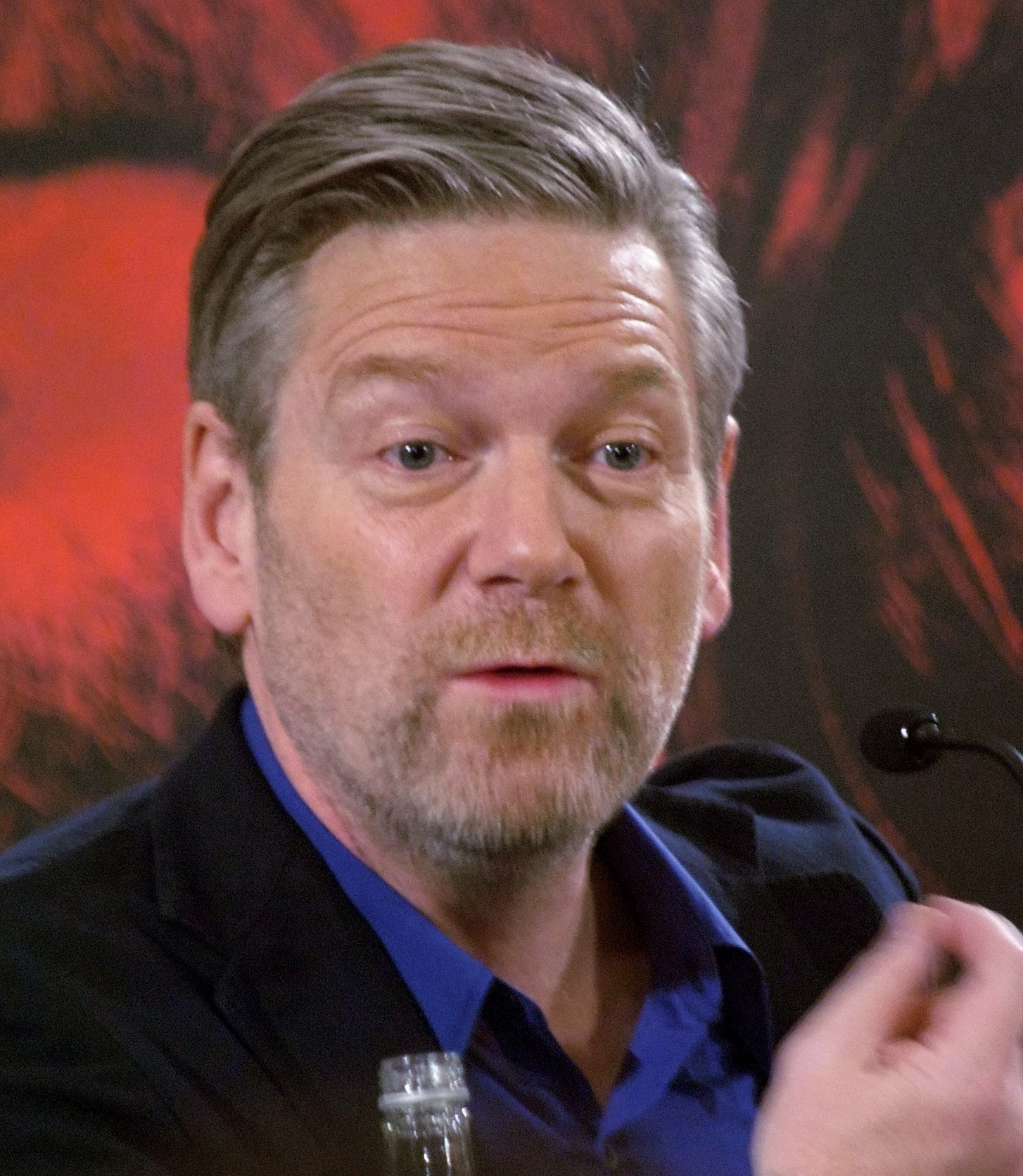
Kenneth Branagh, millor pel·lícula estrangera

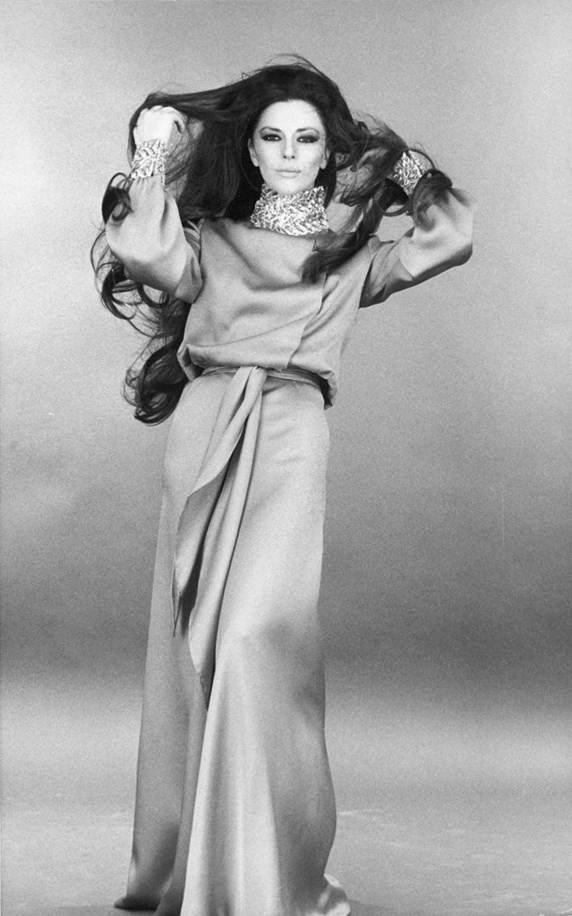
Giovanna Ralli, premi a la carrera

### Millor pel·lícula
- È stata la mano di Dio, de Paolo Sorrentino
- Ariaferma, de Leonardo Di Costanzo
- Ennio, de Giuseppe Tornatore
- Freaks Out, de Gabriele Mainetti
- Qui rido io, de Mario Martone

### Millor director
- Paolo Sorrentino - È stata la mano di Dio
- Leonardo Di Costanzo - Ariaferma
- Giuseppe Tornatore - Ennio
- Gabriele Mainetti - Freaks Out
- Mario Martone - Qui rido io

### Millor director novell
- Laura Samani - Piccolo corpo
- Gianluca Jodice - Il cattivo poeta
- Maura Delpero - Maternal
- Alessio Rigo de Righi i Matteo Zoppis - Re Granchio
- Francesco Costabile - Una femmina

### Millor guió original
- Leonardo Di Costanzo, Bruno Oliviero i Valia Santella - Ariaferma
- Jonas Carpignano - A Chiara
- Paolo Sorrentino - È stata la mano di Dio
- Nicola Guaglianone i Gabriele Mainetti - Freaks Out
- Mario Martone i Ippolita Di Majo - Qui rido io

### Millor guió adaptat
- Monica Zapelli i Donatella Di Pietrantonio - L'Arminuta
- Manetti Bros. i Michelangelo La Neve - Diabolik
- Massimo Gaudioso, Luca Infascelli i Stefano Mordini - La scuola cattolica
- Filippo Gravino, Guido Iuculano i Claudio Cupellini - La terra dei figli
- Nanni Moretti, Federica Pontremoli e Valia Santella - Tre piani
- Lirio Abbate,[cal citació] Serena Brugnolo, Adriano Chiarelli i Francesco Costabile - Una femmina

### Millor productor
- Andrea Occhipinti, Stefano Massenzi i Mattia Guerra per Lucky Red i Gabriele Mainetti per Goon Films amb Rai Cinema - Freaks Out
- Jon Coplon, Paolo Carpignano, Ryan Zacarias e Jonas Carpignano per Stayblack Productions amb Rai Cinema - A Chiara
- Carlo Cresto-Dina per Tempesta, Rai Cinema i Michela Pini per Amka Film Production - Ariaferma
- Paolo Sorrentino i Lorenzo Mieli - È stata la mano di Dio
- Nicola Giuliano, Francesca Cima i Carlotta Calori per Indigo Film amb Rai Cinema - Qui rido io

### Millor actriu
- Swamy Rotolo - A Chiara
- Miriam Leone - Diabolik
- Aurora Giovinazzo - Freaks Out
- Rosa Palasciano - Giulia
- Maria Nazionale - Qui rido io

### Millor actor
- Silvio Orlando - Ariaferma
- Elio Germano - America Latina
- Filippo Scotti - È stata la mano di Dio
- Franz Rogowski - Freaks Out
- Toni Servillo - Qui rido io

### Millor actriu no protagonista
- Teresa Saponangelo - È stata la mano di Dio
- Luisa Ranieri - È stata la mano di Dio
- Susy Del Giudice - I fratelli De Filippo
- Vanessa Scalera - L'Arminuta
- Cristiana Dell'Anna - Qui rido io

### Millor actor no protagonista
- Eduardo Scarpetta - Qui rido io
- Fabrizio Ferracane - Ariaferma
- Valerio Mastandrea - Diabolik
- Toni Servillo - È stata la mano di Dio
- Pietro Castellitto - Freaks Out

### Millor fotografia
- Daria D'Antonio - È stata la mano di Dio (ex aequo)
- Michele D'Attanasio - Freaks Out (ex aequo)
- Paolo Carnera - America Latina
- Luca Bigazzi - Ariaferma
- Renato Berta - Qui rido io

### Millor músic
- Nicola Piovani - I fratelli De Filippo
- Dan Romer i Benh Zeitlin - A Chiara
- Verdena - America Latina
- Pasquale Scialò - Ariaferma
- Pivio e Aldo De Scalzi - Diabolik
- Michele Braga i Gabriele Mainetti - Freaks Out

### Millor cançó original
- La profondità degli abissi (música i text de Manuel Agnelli, interpretada per Manuel Agnelli) - Diabolik
- Faccio 'A Polka (música de Nicola Piovani, text de Nicola Piovani i Dodo Gagliarde, interpretada per Anna Ferraioli Ravel) - I fratelli De Filippo
- Just You (música i tex de Giuliano Taviani i Carmelo Travia, interpretada per Marianna Travia) - L'Arminuta
- Nei tuoi occhi (música de Francesca Michielin i Andrea Farri, text i interpretació de Francesca Michielin) - Marilyn ha gli occhi neri
- Piccolo corpo (música de Fredrika Stahl, text de Laura Samani, interpretada per Celeste Cescutti i cor popular) - Piccolo corpo

### Millor escenografia
- Massimiliano Sturiale i Ilaria Fallacara - Freaks Out
- Luca Servino i Susanna Abenavoli - Ariaferma
- Noemi Marchica i Maria Michela De Domenico - Diabolik
- Carmine Guarino i Iole Autero - È stata la mano di Dio
- Giancarlo Muselli, Carlo Rescigno, Laura Casalini i Francesco Fonda - Qui rido io

### Millor vestuari
- Ursula Patzak - Qui rido io
- Ginevra De Carolis - Diabolik
- Mariano Tufano - È stata la mano di Dio
- Mary Montalto - Freaks Out
- Maurizio Millenotti - I fratelli De Filippo

### Millor maquillatge
- Diego Prestopino, Emanuele De Luca i Davide De Luca - Freaks Out
- Francesca Lodoli - Diabolik
- Vincenzo Mastrantonio - È stata la mano di Dio
- Maurizio Nardi - I fratelli De Filippo
- Alessandro D'Anna - Qui rido io

### Millor perruqueria
- Marco Perna - Freaks Out
- Alberta Giuliani - 7 donne e un mistero
- Giuseppina Rotolo - A Chiara
- Luca Pompozzi - Diabolik
- Francesco Pegoretti - I fratelli De Filippo

### Millor muntatge
- Massimo Quaglia i Annalisa Schillaci - Ennio
- Affonso Gonçalves - A Chiara
- Carlotta Cristiani - Ariaferma
- Cristiano Travaglioli - È stata la mano di Dio
- Jacopo Quadri - Qui rido io

### Millor so
- Ennio
- Ariaferma
- È stata la mano di Dio
- Freaks Out
- Qui rido io

### Millors efectes especials
- Stefano Leoni - Freaks Out
- Nuccio Canino - A Classic Horror Story
- Simone Silvestri - Diabolik
- Rodolfo Migliari - È stata la mano di Dio
- Rodolfo Migliari e Roberto Saba - La terra dei figli

### Millor documental - Premi Cecilia Mangini
- Ennio, de Giuseppe Tornatore
- Atlantide, de Yuri Ancarani
- Futura, d'Alice Rohrwacher, Francesco Munzi i Pietro Marcello
- Marx può aspettare, de Marco Bellocchio
- Onde radicali, de Gianfranco Pannone

### Millor curtmetratge
- Maestrale, de Nico Bonomolo
- Diorama, de Camilla Carè
- L'ultimo spegne la luce, de Tommaso Santambrogio
- Notte romana, de Valerio Ferrara
- Pilgrims, de Farnoosh Samadi i Ali Asgari

### Millor pel·lícula estrangera
- Belfast, de Kenneth Branagh
- Don't Look Up, d'Adam McKay
- Drive my car, dei Ryūsuke Hamaguchi
- Dune, de Denis Villeneuve
- The Power of the Dog, de Jane Campion

### Premi David Jove
- È stata la mano di Dio, de Paolo Sorrentino
- Come un gatto in tangenziale - Ritorno a Coccia di Morto, de Riccardo Milani
- Diabolik, de Manetti Bros.
- Ennio, de Giuseppe Tornatore
- Freaks Out, de Gabriele Mainetti

### David speciale
- Giovanna Ralli - a la carrera
- Sabrina Ferilli
- Antonio Capuano

### David dels Espectadors
- Me contro Te - Il film: Il mistero della scuola incantata, de Gianluca Leuzzi - 805.559 espectadors[6]